# لوكاس توالا
لوكاس بونغاني توالا (بالإنجليزية: Lucas Bongane Thwala) (مواليد 19 أكتوبر 1981 في نيلسبرويت) لاعب كرة قدم جنوب أفريقي يلعب حاليا لصالح نادي أورلاندو بيراتس الجنوب الأفريقي .

## مسيرته الكروية
لعب لوكاس توالا خلال مسيرته الاحترافية مع 3 أندية في اثنا عشر موسمًا وسجل خلالها 12 هدفًا ضمن 107 مباراة. حيث فاز في موسم واحد بالكأس وفي ثلاثة مواسم بالدوري.
خاض لوكاس توالا مسيرته مع نادي أورلاندو بيراتس في موسم 2002–03 ليلعب معه عشرة مواسم، مشاركًا في 90 مباراة سجل خلالها 12 هدفًا. ثم انتقل إلى بلاتينيوم ستارز ‏ في موسم 2011–12 لمدة موسم واحد، حيث شارك في 7 مباريات ولم يسجل أي هدف. لينتقل بعدها إلى نادي سوبر سبورت يونايتد في موسم 2012–13 لمدة موسم واحد، مشاركًا في 10 مباريات ولم يسجل أي هدف أيضًا.

## روابط خارجية
- لوكاس توالا على موقع الاتحاد الدولي (مؤرشف)  (الإنجليزية)
- لوكاس توالا على موقع قاعدة بيانات كرة القدم.إي يو (الإنجليزية)
- لوكاس توالا على موقع ناشيونال فوتبول تيمز (الإنجليزية)
- لوكاس توالا على موقع Soccerway.com (الإنجليزية)
- لوكاس توالا على موقع عالم كرة القدم.نت (الإنجليزية)